# 魏墨盦
魏墨盦（1922年10月4日—1996年9月7日），男，原籍浙江余姚，生于上海，中国声学家，曾任同济大学教授。博士生导师，中国声学学会副理事长。